# 2003 a kriminalisztikában
Ez a lap 2003 jelentősebb bűnügyeit illetve azokkal kapcsolatos információkat sorol fel.
- április 8. – Magyarország: Másodfokon az ellene felhozott vádak legtöbbje alól felmentették Tocsik Márta ügyvédet, de magánokirat-hamisításban bűnösnek találták és pénzbüntetésre ítélték.[1]
- szeptember 5. – Magyarország: A Somogy Megyei Bíróságon első fokon 1 év és 8 hónap felfüggesztett börtönbüntetést kapott Simek Kitty, aki 2002-ben megölte nevelőapját.[2]
- szeptember 22. – Tompa Eszter-gyilkosság[3]